# Боровиця (Люблінське воєводство)
Боровиця (пол. Borowica) — село в Польщі, у гміні Лопенник-Гурний Красноставського повіту Люблінського воєводства.
Населення — 257 осіб (2011).
У 1975-1998 роках село належало до Холмського воєводства.

## Демографія
Демографічна структура станом на 31 березня 2011 року:
|          | Загалом | Допрацездатний вік | Працездатний вік | Постпрацездатний вік |
| -------- | ------- | ------------------ | ---------------- | -------------------- |
| Чоловіки | 123     | 21                 | 81               | 21                   |
| Жінки    | 134     | 14                 | 74               | 46                   |
| Разом    | 257     | 35                 | 155              | 67                   |